# Vorbeck
Vorbeck település Németországban, Mecklenburg-Elő-Pomeránia tartományban. Lakosainak száma 383 fő (2023. december 31.).

## Népesség
A település népességének változása:
| Lakosok száma | 346  | 352  | 369  | 381  | 383  |
|               | 2017 | 2019 | 2021 | 2022 | 2023 |